# Прапор Шомон-Жисту
Прапор Шомон-Жисту був прийнятий рішенням ради 31 серпня 1995 року як прапор муніципалітету Шомон-Жисту в провінції Валлонський Брабан. Прапор можна описати так:
Горизонтальний червоно-білий розділений хвилястою лінією.
Прапор не був підтверджений урядом Французької спільноти до 11 вересня 1998 року. Кольори прапора є основними кольорами міського герба.

Герб Шомон-Жисту